# Нюхти
Нюхти — озеро в Красновишерском районе Пермского края. Код водного объекта — 10010100211111100001020. Площадь поверхности — 5,4 км². Площадь водосборного бассейна — 51,5 км².
С 1991 года Нюхти является гидрологическим памятником регионального значения. Входит в Нижневишерский ландшафтный заказник.
Впервые озеро было описано Е. П. Дорофеевым в 1971 году.
Водосборный бассейн озера расположен в междуречье рек Язьвы и Вишеры, в зоне Предуральского краевого прогиба в области грядово-увалистой предгорной равнины. По характеру водообмена озеро Нюхти является сточным. Вытекает ручей Исток (правый приток Колынвы).
Размеры озера примерно 3,5 на 2 км. Чаша озера имеет плоское дно. Средняя глубина 1,5 метра. Берега озера очень сильно заболочены (особенно западный берег) и имеют извилистый характер, образуя тем самым многочисленные мысы и заливы.

## Флора и фауна
Озеро Нюхти является домом для многих представителей флоры и фауны, имеет миграционное значение для перелётных птиц.
В водах озера Нюхти водятся шесть видов рыб: плотва, щука, окунь, лещ, язь, ёрш.

## Полезные ископаемые
Месторождение нефти в районе озера разрабатывает компания Лукойл.
К югу от озера располагается Верхнекамское месторождение калийных солей.